# Marcgravia brownei
Marcgravia brownei är en tvåhjärtbladig växtart som först beskrevs av José Jéronimo Triana och Planch., och fick sitt nu gällande namn av Carl Karl Wilhelm Leopold Krug och Urb. Marcgravia brownei ingår i släktet Marcgravia och familjen Marcgraviaceae. Inga underarter finns listade i Catalogue of Life.